# Rika Usami
Pour les articles homonymes, voir Usami.
Rika Usami (宇佐美 里香, Usami Rika), née le 20 février 1986, est une karatéka japonaise qui pratique le shito-ryu, née à Tokyo, surtout connue pour sa victoire au Championnat du monde de karaté de 2012. Plusieurs similitudes sont à remarquer avec sa compatriote Kiyou Shimizu. Elles ont toutes les deux gagné les Jeux asiatiques et le championnat du monde. Elles ont gagné cette compétition en exécutant le même kata (Chatanyara Kushanku). Et, finalement, elles ont battu la même personne en finale, Sandy Scordo.

## Palmarès

### Aux Jeux asiatiques
| Résultat      | Date | Épreuve         | Catégorie | Compétition             | Ville hôte      |
| ------------- | ---- | --------------- | --------- | ----------------------- | --------------- |
| Médaille d'or | 2010 | Kata individuel | Seniors   | Jeux asiatiques de 2010 | Canton en Chine |

### Aux Championnats du monde
| Résultat           | Date | Épreuve         | Catégorie | Compétition                | Ville hôte          |
| ------------------ | ---- | --------------- | --------- | -------------------------- | ------------------- |
| Médaille de bronze | 2010 | Kata individuel | Seniors   | Championnats du monde 2010 | Belgrade, en Serbie |
| Médaille d'or      | 2012 | Kata individuel | Seniors   | Championnats du monde 2012 | Paris, en France    |